# Hoofdkerk
Een hoofdkerk is het belangrijkste kerkgebouw van een plaats of bisdom.

## Hoofdkerken op Wikipedia
Wikipedia-artikelen die beginnen met 'Hoofdkerk' of met 'Hoofdkerk' in de titel zijn:
- Evangelische Hoofdkerk (Rheydt)
- Hoofdkerk (Wiesbaden)